# كريس بيري (لاعب كرة قدم أمريكية)
كريس بيري (بالإنجليزية: Chris Perry)‏ هو لاعب كرة قدم أمريكية أمريكي، ولد في 27 ديسمبر 1981 في Advance, North Carolina ‏ في الولايات المتحدة.

## وصلات خارجية
- كريس بيري على موقع مرجع كرة القدم المحترفة.كوم (الإنجليزية)